# Trophée des champions 2001
Navigation
Montbéliard 2000 Cannes 2002
L'édition 2001 du Trophée des champions est la 25e édition de cette compétition. Le match oppose le Football Club de Nantes, champion de France 2000-2001 au Racing Club de Strasbourg, vainqueur de la Coupe de France 2000-2001. 
Le match arbitré par Alain Sars se déroule le 19 juillet 2001 au Stade de la Meinau à Strasbourg, et est diffusé en France sur M6. Les Nantais remportent la partie sur le score de 4-1, grâce à des buts d'Olivier Quint, de Sylvain Armand, Wilfried Dalmat et Nicolas Savinaud, le seul but strasbourgeois étant l'œuvre de Danijel Ljuboja. Le FC Nantes remporte ainsi son deuxième Trophée des champions.
La compétition bénéficie d'un contrat de naming avec le constructeur automobile Peugeot. La rencontre est diffusée en France sur M6 pour la première fois.

## Feuille de match
Les règles du match sont les suivantes : la durée de la rencontre est de 90 minutes. S'il y a toujours match nul, une séance de tirs au but est réalisée. Trois remplacements sont autorisés pour chaque équipe.
| Titulaires : |  |
| |  |
| 1 José Luis Chilavert 58e · 24 Yannick Fischer · 17 Alexis N'Gambi · 5 Teddy Bertin · 27 Jacques Momha · 8 Pascal Camadini · 18 Pascal Johansen · 4 Christian Bassila · 10 Corentin Martins · 31 Peguy Luyindula 74e · 28 Danijel Ljuboja 79e · |  |
| Remplaçants : |  |
| 30 Christophe Eggimann · 13 Gonzalo Belloso 74e · 3 Jean-Christophe Devaux · 20 Yacine Abdessadki · 21 Stéphane Roda 79e · |  |
| Entraîneur : |  |
| Ivan Hašek |  |

| Titulaires : |  |
| |  |
| 1 Mickaël Landreau 11e · 3 Nicolas Laspalles · 5 Nicolas Gillet · 2 Néstor Fabbri · 22 Sylvain Armand · 8 Frédéric Da Rocha · 29 Stéphane Ziani · 13 Mathieu Berson 36e 61e · 21 Olivier Quint · 9 Viorel Moldovan 85e · 11 Pierre-Yves André 73e · |  |
| Remplaçants : |  |
| 14 Pierre Aristouy · 18 Wilfried Dalmat 73e · 12 Pascal Delhommeau 85e · 24 Yves Deroff · 15 Nicolas Savinaud 61e · |  |
| Entraîneur : |  |
| Raynald Denoueix |  |

| Titulaires : |  |
| |  |
| 1 José Luis Chilavert 58e · 24 Yannick Fischer · 17 Alexis N'Gambi · 5 Teddy Bertin · 27 Jacques Momha · 8 Pascal Camadini · 18 Pascal Johansen · 4 Christian Bassila · 10 Corentin Martins · 31 Peguy Luyindula 74e · 28 Danijel Ljuboja 79e · |  |
| Remplaçants : |  |
| 30 Christophe Eggimann · 13 Gonzalo Belloso 74e · 3 Jean-Christophe Devaux · 20 Yacine Abdessadki · 21 Stéphane Roda 79e · |  |
| Entraîneur : |  |
| Ivan Hašek |  |

| Titulaires : |  |
| |  |
| 1 Mickaël Landreau 11e · 3 Nicolas Laspalles · 5 Nicolas Gillet · 2 Néstor Fabbri · 22 Sylvain Armand · 8 Frédéric Da Rocha · 29 Stéphane Ziani · 13 Mathieu Berson 36e 61e · 21 Olivier Quint · 9 Viorel Moldovan 85e · 11 Pierre-Yves André 73e · |  |
| Remplaçants : |  |
| 14 Pierre Aristouy · 18 Wilfried Dalmat 73e · 12 Pascal Delhommeau 85e · 24 Yves Deroff · 15 Nicolas Savinaud 61e · |  |
| Entraîneur : |  |
| Raynald Denoueix |  |